# Монтелупо-Альбезе
Монтелупо-Альбезе (італ. Montelupo Albese, п'єм. Montluv) — муніципалітет в Італії, у регіоні П'ємонт,  провінція Кунео.
Монтелупо-Альбезе розташоване на відстані близько 470 км на північний захід від Рима, 60 км на південний схід від Турина, 50 км на північний схід від Кунео.
Населення — 534 особи (2014).
Щорічний фестиваль відбувається 15 липня. Покровитель — San Bonaventura.

## Демографія
Населення за роками:

Станом на 1 січня 2023 року в муніципалітеті офіційно проживало 55 іноземців з 13 країн, серед них 36 громадян країн Євросоюзу.

## Сусідні муніципалітети
- Діано-д'Альба
- Роделло
- Серралунга-д'Альба
- Сініо